# Turk Mauro
Turk Mauro (* 11. Juni 1944 in New York City als Mauro A. Turso; † 15. August 2019 in Fort Lauderdale) war ein amerikanischer Jazzmusiker (Tenor- und Baritonsaxophon).

## Leben und Wirken
Mauro wuchs in East Harlem in einer Musikerfamilie auf. Schon als Kind wurde er von den Aufnahmen von Coleman Hawkins, Ben Webster und Louis Armstrong inspiriert. Mauro begann im Alter von zehn Jahren mit der Klarinette und improvisierte innerhalb eines Jahres in einer von seinem Vater, Don Turso, geleiteten Tanzband. Auch Turks jüngerer Bruder Ron Turso gehörte später als Schlagzeuger zur Band. Mit 14 Jahren begann er Altsaxophon zu spielen und trat nur ein Jahr später in die Musikergewerkschaft ein. Zunächst verbrachte er die meisten Samstagnachmittage vor dem Metropole, wo er durch die Glastüren Musiker wie Eldridge, Coleman Hawkins, Ben Webster und Red Allen sehen und hören konnte. Mit Tony Parenti spielte er in dessen Wohnung Klarinettenduette. Es kam zu ersten Auftritten mit Allen, noch bevor er 1962 die Highschool abgeschlossen hatte.
Dann spielte er im Half Note mit Al Cohn und Zoot Sims. In der Mitte der 1970er Jahre trat er mit Billy Mitchell, Dizzy Gillespie, Buddy Rich und Richie Cole auf. Sein Ruf als Perfektionist machte ihn zu einem beliebten Begleiter im Raum New York. 1977 erschien sein Debütalbum The Underdog. Dies führte zu einem Auftritt im Blue Note Club in New York City. Die Kritiker schätzten den robusten Stil von Mauro. W. Royal Stokes charakterisierte ihn in der Washington Post als „einen Swinger mit den Füßen in der alten Schule, aber mit Ideen aus der Bop-Ära und später“. Und in einer Rezension der New York Post beschrieb Richard Sudhalter Mauros Spiel als „leidenschaftlich und swingend“. Sein zweites Album The Heavyweight wurde jedoch kaum beachtet und leitete eine Durststrecke in den 1980er Jahren ein.
In dieser Zeit war die Nachfrage nach Musikern des Mainstream Jazz nicht mehr hoch. 1986 gab er das Spielen zunächst auf, um in New York als Chauffeur und Bauarbeiter zu arbeiten. Anfang 1987 folgte er einer Anregung von Sonny Rollins und zog nach Paris, wo er zunächst bei Chan Parker wohnen konnte. Bob Dorough verschaffte ihm einen Plattenvertrag mit dem Bloomdido-Label; er nahm drei Alben für das Label auf, zunächst einen Livemitschnitt aus dem Petit Opportun, dann im Studio Jazz Party mit Alain Jean-Marie sowie Love Songs mit Jimmy Rowles und hatte Club-, Konzert- und Fernsehauftritte. Am 11. Juni 1989 feierte er seinen Geburtstag auf der Bühne des Petit Opportun mit Phil Woods und Ray Bryant.
1994 zog er mit seiner niederländischen Frau zurück in die USA. Im Folgejahr entstand mit Dr. Lonnie Smith und Duffy Jackson das Album Hittin’ the Jug auf Milestone – seine erste Aufnahme für ein amerikanisches Label seit 15 Jahren. 1996 folgte – ebenfalls mit Smith und Jackson – sein Quintettalbum The Truth. Nachdem er 1999 eine Sängerin schlug, die sich über sein Rauchen beschwert hatte, wurde er wegen Körperverletzung verurteilt, was seine weitere Karriere limitierte. Erst 2013 kehrte er aus Florida nach New York zurück, um näher bei seiner Tochter und seinen Enkelkindern zu sein.